# Еволюція зір
Еволю́ція зір — зміна фізичних характеристик, хімічного складу та внутрішньої будови зорі із часом.

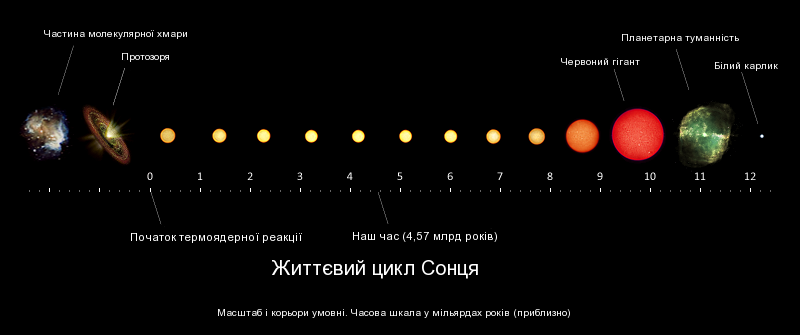
Еволюція зорі класу G на прикладі Сонця

Еволюція окремої зорі в основному визначається її масою та (деякою мірою) хімічним складом.
Для наочного опису еволюції застосовують діаграму Герцшпрунга — Рассела, на якій позначають розташування зорі на кожному етапі. Утворену криву називають еволюційним треком зорі.
У подвійних та кратних системах на еволюцію суттєво впливає обмін масою між компонентами: до початку обміну масою еволюція відбувається так само, як і для окремих зір, але коли якась із зір системи заповнює свою порожнину Роша (здебільшого це відбувається на заключних стадіях еволюції), починається перетікання речовини на супутник, що призводить до незвичайних явищ, які в еволюції поодиноких зір не трапляються. 
Більшість зір утворюються групами від десятків до сотень тисяч зір. Масивні зорі в таких групах можуть сильно освітлювати ці хмари, іонізуючи водень і створюючи зони H II. Такі ефекти зворотного зв'язку від утворення зір можуть зрештою розірвати хмару та запобігти подальшому утворенню зір.

## Протозоря

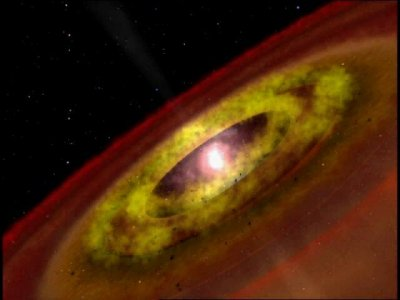
Зоря типу T Тільця з навколозоряним диском.

Еволюція зорі починається з гравітаційного колапсу молекулярної хмари міжзоряного газу. Типова молекулярна хмара має розмір приблизно 100 світлових років. У процесі гравітаційного колапсу хмара фрагментується на менші частки, кожна з яких стискається вже окремо. Тому зорі зазвичай народжуються групами. Під час колапсу потенційна енергія гравітаційної взаємодії молекул газу між собою перетворюється на тепло. Густина й тиск газу, що колапсує, найшвидше зростають у центрі хмари. Утворюється ядро, яке називають протозорею.
Зорі T Тельця вважаються протозорями, які мають масу менше 2 M☉, тоді як ті, що важать більше, класифікуються як Ae/Be-зорі Гербіга. Ці новоутворені зорі випромінюють струмені газу вздовж своєї осі обертання, що може зменшити момент імпульсу колапсуючої зорі і сприяти формуванню невеликих туманностей, відомих як об'єкти Гербіга-Аро. Ці струмені, спільно з випромінюванням від сусідніх масивних зір, можуть допомагати відштовхувати навколишню хмару, з якої зоря виникла. Протозорі зазвичай розташовані поруч з молекулярними хмарами і можуть бути ідентифіковані за їх непостійною змінюваністю в оптичному діапазоні. Температура їхньої поверхні співпадає з температурою зір головної послідовності з аналогічною масою, проте їх світність трошки вища через більший радіус. У спектрі зір типу T Тельця наявний літій, який відсутній у спектрах Сонця та інших зір головної послідовності, оскільки він спалюється у термоядерних реакціях за температури вище 2 500 000 K
На початку свого розвитку зорі типу Т Тельця слідують треком Хаяші на діаграмі Герцшрунга-Рассела — вони стискаються та зменшують світність, маючи приблизно сталу температуру. Менш масивні зорі T Тельця йдуть цим треком до головної послідовності, тоді як більш масивні зорі повертають до треку Хеньї.
Зі спостережень виникає, що більшість зір є членами подвійних зоряних систем. Це можна пояснити тим, що із газопилової хмари часто формується кілька протозір.
У міру стискання протозорі її температура зростає. Якщо її маса більша ніж ~0,075 маси Сонця, настане момент коли температура і тиск у ядрі стануть достатньо високими, щоб могли відбуватися реакції термоядерного синтезу. Однак якщо маса протозорі менша, вона перетвориться на коричневого карлика. Це проміжний клас об'єктів між зорями та планетами. У них можуть відбуватися деякі термоядерні реакції за участю дейтерію та літію, але вони не компенсують витрат енергії на випромінювання, і такі небесні тіла повільно охолоджуються. 

### Коричневі карлики та субзоряні об'єкти
Якщо протозоря має масу меншу ніж 0,08 M☉, то температура в її надрах ніколи не досягне рівня, достатнього для початку термоядерної реакції перетворення водню на гелій, але можуть відбуватися термоядерні реакції за участі літію та дейтерію. Такий об'єкт називають коричневим карликом. Вони мають масу не менше 0,0125 M☉ (або 13 мас Юпітера). У менш масивних об'єктах умови для початку термоядерних реакцій не виникають.
Для протозір із масою понад 0,08 M☉ температура в ядрі врешті-решт досягне 3×106 K, необхідних для початку реакцій протон-протонного циклу. Стискання зорі може тривати ще деякий час і припиняється, коли виділення енергії внаслідок термоядерних реакцій повністю врівноважує її витрати на випромінювання. Протозоря стає повноцінною зорею й опиняється на головній послідовності.

## Головна послідовність
Енергія, що виділяється в термоядерних реакціях, підтримує випромінювання зорі та високий тиск у її надрах, який врівноважує тяжіння. У зір із масою до 1,2 M☉ перетворення гідрогену на гелій відбувається переважно шляхом протон-протонного циклу, у масивніших зір — шляхом вуглецево-азотного циклу. Світність та ефективна температура зорі на головній послідовності змінюється дуже мало. Це найтриваліша стадія еволюції — тривалість усіх подальших стадій становить лише 10 % від часу перебування на головній послідовності. Час перебування зорі на головній послідовності визначається її масою й може бути наближено поданий формулою:
{\displaystyle \lg T_{Gp}=9.9-3.8\lg {\frac {M}{M_{\odot }}}+\lg ^{2}{\frac {M}{M_{\odot }}}}

Еволюційні треки зір різної маси на стадіях після стадії головної послідовності

Перебування зорі на головній послідовності закінчується утворенням у її надрах гелієвого ядра. Подальша доля зорі залежить від її маси. З погляду еволюції зорі поділяють на такі групи:
- зорі малої маси: {\displaystyle 0{,}08\leqslant {\frac {M}{M_{\bigodot }}}\leqslant (2\div 2{,}3)}
- зорі помірної маси: {\displaystyle (2\div 2{,}3)\leqslant {\frac {M}{M_{\odot }}}\leqslant (8\div 10)}
- масивні зорі: {\displaystyle {\frac {M}{M_{\odot }}}\geqslant (8\div 10)}

Межа між зорями малої маси та зорями помірної маси визначається умовами, в яких розпочинаються термоядерні реакції за участі гелію: у зорях помірної маси потрійна гелієва реакція розвивається в невиродженому ядрі й відбувається спокійно; у зорях малої маси ця реакція розпочинається у виродженому ядрі й має характер теплового вибуху.
Межа між зорями помірної маси та масивними зорями визначається аналогічно за умовами початку реакцій у вуглецевому ядрі.
Час, який зоря перебуває на головній послідовності, залежить насамперед від кількості термоядерного палива, яке вона має, і швидкості, з якою вона його витрачає. Очікується, для Сонця цей час становитиме 10 мільярдів років. Масивні зорі дуже швидко витрачають своє паливо, тому вони можуть перебувати на головній послідовності навіть менше мільйона років. В зорях з малою масою реакції відбуваються дуже повільно. Зорі масою менш 0,25 M☉, які називаються червоними карликами, можуть існувати приблизно трильйон років, а найменші зорі масою 0,08 M☉ — навіть 12 трильйонів років. Червоні карлики стають гарячішими та яскравішими, коли накопичують гелій. Коли врешті-решт у них закінчується водень, вони стискаються в білого карлика, який повільно охолоджується. Оскільки тривалість життя таких зір перевищує поточний вік Всесвіту (13,8 мільярдів років), ще не існує зір із масою менше приблизно 0,85 M☉, у яких завершився етап головної послідовності.
Металічність зорі може впливати на час, потрібний їй для згоряння палива, і контролює формування її магнітних полів, що впливає на потужність її зоряного вітру. Старі зорі населення II мають значно меншу металічність, ніж молодші зорі населення I, через склад молекулярних хмар, з яких вони утворилися. З часом такі хмари дедалі більше збагачуються важчими елементами, оскільки зорі більшого віку вмирають і втрачають частину своєї атмосфери.

## Еволюція зір після головної послідовності
Коли зорі масою більше 0,4 M☉ вичерпують запаси водню у своєму ядрі, вони починають спалювати водень в оболонці, що оточує гелієве ядро. Зовнішні шари зірки розширюються й сильно охолоджуються — вона перетворюється на червоного гіганта. У деяких випадках вони спалюють важчі елементи в ядрі або в оболонках навколо ядра. Коли зірки розширюються, вони викидають частину своєї маси, збагачену цими важчими елементами, у міжзоряне середовище. Потім з цього матеріалу утворюються нові зірки. Приблизно через 5 мільярдів років, коли Сонце увійде у фазу горіння гелію, воно розшириться до максимального радіуса приблизно 1 а. о. (150 млн км), що в 250 разів перевищує його теперішній розмір, і втратить 30 % своєї поточної маси.
Після того, як зірка спалила гелій у ядрі, вона починає спалювати гелій в оболонці, що оточує гаряче вуглецеве ядро. Потім зірка йде еволюційним шляхом, що називається асимптотичною гілкою гігантів (asymptotic giant branch, AGB), яка є паралельною гілці червоних гігантів (red giant branch, RGB), але має більшу світність. Під час фази AGB зірки зазнають теплових імпульсів через нестабільність у ядрі. При цьому речовина викидається з атмосфери зірки, зрештою утворюючи планетарну туманність. У цьому процесі втрати маси може бути викинуто від 50 до 70 % маси зірки. Оскільки транспортування енергії в зірці AGB відбувається переважно шляхом конвекції, цей викинутий матеріал збагачується продуктами термоядерного синтезу, зачерпнутими з ядра. Тому планетарні туманності збагачені такими елементами як вуглець і кисень. Зрештою, планетарна туманність розсіюється у міжзоряне середовище.

### Зорі малої маси

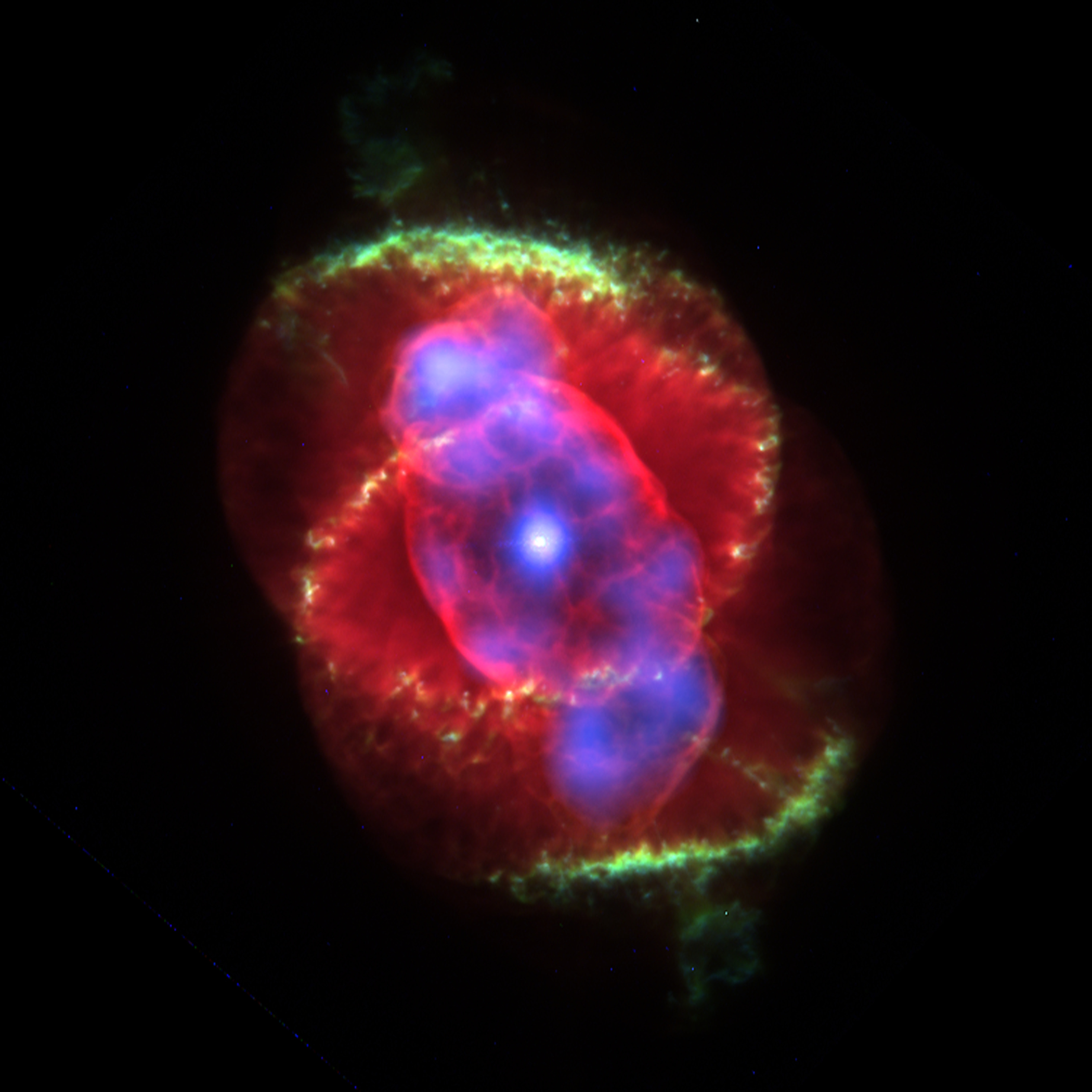
Туманність Котяче Око — планетарна туманність, яка сформувалась після загибелі зірки, яка за масою була близькою до Сонця

Коли майже весь водень в ядрі перетворюється на гелій, термоядерні реакції сповільнюються, зменшується температура та, відповідно, тиск у ядрі. Гідростатична рівновага порушується й під дією сил тяжіння відбувається стискання ядра. Це призводить до зростання його густини та температури. Термоядерне горіння водню продовжується в шарі на периферії ядра, а маса гелієвого ядра поступово зростає. У цей період структура зорі змінюється. Зовнішні шари розширюються, а температура поверхні зменшується, світність зорі зростає, вона перетворюється на червоного гіганта. 
У зорях із масою меншою ніж 0,5 M☉ умови для інших термоядерних реакцій ніколи не виникають. Після припинення термоядерних реакцій протон-протонного циклу такі зорі поступово остигатимуть, хоча тривалий час іще будуть слабко випромінювати в інфрачервоному й мікрохвильовому діапазоні.
У зорях із масою від 0,5 до 2,25 M☉ коли маса гелієвого ядра сягає 0,4–0,5 M☉, а температура в ньому становить приблизно 100 мільйонів К, починається потрійна альфа-реакція, в якій гелій перетворюється на вуглець. Оскільки реакція відбувається у виродженому ядрі, вона набуває вибухового характеру. 
Внаслідок спалаху зоря втрачає оболонку, що складається переважно з водню, і, таким чином, позбувається можливих джерел термоядерної енергії та врешті-решт перетворюється на білого карлика.

### Зорі помірної маси
У зір помірної маси (2–8 M☉) після вичерпання водню в ядрі також розпочинається потрійна гелієва реакція, але, на відміну від зір малої маси, вона перебігає спокійно. Гелій у ядрі перетворюється на вуглець, водночас (завдяки реакціям вуглецево-азотного циклу) утворюється також деяка кількість кисню та азоту. Ці елементи накопичуються у ядрі зорі, яке поступово зростає. Ядерні реакції у центрі припиняються, а густина ядра зростає й електронний газ переходить у вироджений стан. До ядра прилягає шар, у якому відбувається горіння гелію. На діаграмі Герцшпрунга — Рассела зоря пересувається на Асимптотичне відгалуження гігантів
Врешті-решт температура в такому ядрі досягають величин, коли розпочинаються реакції між ядрами вуглецю. Оскільки реакція розпочинається у виродженому ядрі, початок реакції матиме характер теплового вибуху.
Бурхливий початок реакції призводить до скидання оболонки, яка, крім водню й гелію, містить значну кількість інших елементів (зокрема, вуглецю, азоту та кисню).
Після скидання оболонки зоря залишається без джерел термоядерної енергії й перетворюється на вуглецевого білого карлика.

### Масивні зорі

Оболонкова структура масивної зорі на пізніх стадіях еволюції (зображення не в масштабі).

Зорі з масою понад 8 M☉ після спалювання гелію залишаються досить масивними для початку в їх надрах подальших реакцій нуклеосинтезу, спочатку — за участі вуглецю. Якщо зоря дуже масивна, далі можуть відбуватися реакції за участі кремнію, магнію і так далі, до заліза. Кожна нова реакція розпочинається в центрі зорі, а всі попередні продовжуються в зовнішній частині ядра, таким чином структура зорі стає багатошаровою (подібною до цибулини). Основна частина хімічних елементів до заліза, з яких складається Всесвіт, утворилися саме в результаті нуклеосинтезу в надрах таких зір. Залізо не може бути паливом для подальших ядерних реакцій (як синтезу, так і розпаду). Ядро заліза має найбільшу енергію зв'язку на один нуклон і всі ядерні реакції за участі заліза відбуваються з поглинанням енергії. Внаслідок цього масивна зоря накопичує залізне ядро. Щоправда, завдяки s- та p-процесам у невеликій кількості утворюються також ядра хімічних елементів, важчих від заліза.
Температура й тиск усередині ядра зорі продовжують збільшуватися й досягають рівня, коли енергія Фермі виродженого електронного газу сягає різниці мас між нейтроном та протоном з електроном (близько 0,78 МеВ). Тоді розпад нейтрона стає забороненим і він, фактично, перетворюється на стабільну частинку. Вільні високоенергетичні електрони починають взаємодіяти з протонами з утворенням нейтронів (починається нейтронізація речовини в ядрі зорі). Тиск виродженого електронного газу далі вже зростати не може. Це створює умови для гравітаційного колапсу ядра, після чого оболонка зорі просто падає на ядро. Енергія, що вивільняється внаслідок падіння зовнішньої оболонки на нейтронізоване ядро настільки велика, що зоря буквально вибухає. Такі події називають спалахом наднової. Протягом короткого часу спалаху наднова випромінює стільки ж енергії, скільки всі зорі галактики разом узяті. У масивних зорях термоядерний синтез триває, доки залізне ядро не досягне маси приблизно 1,4 M☉. Тоді воно більше не може підтримувати власну масу. Це ядро раптово руйнується — електрони та протони всередині нього зіштовхуються та утворюють нейтрони, нейтрино та гамма-промені. Ударна хвиля, утворена цим раптовим колапсом, змушує решту зорю вибухати надновою. Залежно від маси, після наднової утворюється нейтронна зоря із туманністю або чорна діра.

## Фінальні стадії зоряної еволюції

### Нейтронні зорі
Нейтронні зорі — ще щільніші об'єкти, ніж білі карлики. Мінімально можлива маса нейтронної зорі становить 0,1 M☉, і в такому разі радіус нейтронної зорі становитиме близько 200 км. Максимальна маса нейтронної зорі, яку також називають межею Оппенгеймера-Волкова, становить 2-2,5 M☉. За такої маси її радіус буде меншим — близько 10 км. Для маси, що перевищує межу Чандрасекара, тиск виродженого електронного газу неспроможний у будь-якому радіусі білого карлика протистояти силі гравітаційного стискання. У цьому випадку ядро зазнає колапсу, під час якого більша частина його матерії перетворюється на нейтрони: електрони «поглиблюються» в протони, утворюючи нейтрони і випромінюючи нейтрино. З приростом ядерної щільності матерії бета-розпад нейтронів стає енергетично невигідним, і нейтрони стають стабільними частинками. Таким чином, ядро зорі не розвивається у білого карлика, але перетворюється на нейтронну зорю. Цей процес супроводжується значною енергетичною вивільненістю і спричиняє вибух наднової. Зорі з початковою масою понад 8–10 M☉ можуть еволюціонувати в нейтронні зорі або чорні діри.

### Чорні діри
У якийсь момент радіус ядра зорі стає рівним радіусу Шварцшильда, за якого друга космічна швидкість дорівнює швидкості світла, і виникає чорна діра зоряної маси.Однак, існує й інший сценарій утворення чорних дір, за якого вибух наднової не відбувається — натомість відбувається колапс зорі та її перетворення на чорну діру, зорю, що колапсує в такий спосіб, називають невдалою надновою. Імовірно, від 10 до 30 % масивних зір закінчують життя саме так, однак, астрономами дотепер було виявлено лише дві такі події.
Класифікації зір почали створюватися відразу після того, як стало можливим вимірювання їхніх спектрів. У першому наближенні спектр зорі можна описати як випромінювання абсолютно чорного тіла з накладеними на нього лініями поглинання або випромінювання. Головний чинник, що впливає на вигляд спектра — це температура, то ж спектральна класифікація за своєю сутністю є температурною.
Одну з найвідоміших спектральних класифікацій розроблено в Гарвардській обсерваторії в 1890–1924 роках під час складання каталогу Генрі Дрейпера (тому іноді її називають Дреперівською класифікацією).

## Зоряні залишки
Гравітаційний колапс зір масою 10-30 сонячних мас зупиняється, коли дається взнаки тиск вироджених нейтронів. Після спалаху наднової й розльоту оболонки від зорі залишається дуже щільний об'єкт розміром близько 15 км у діаметрі, який називають нейтронною зорею. Нейтронна зоря швидко обертається і має потужне магнітне поле, наслідок чого випромінює електромагнітні імпульси з частотою обертання; такі об'єкти спостерігають як пульсари. Якщо ж маса ядра зорі перевищує 30 сонячних мас, тиск вироджених нейтронів не в змозі зупинити гравітаційний колапс, що може призвести до утворення гіпотетичного об'єкта, якому дали назву чорна діра.